# KM Ostrów Wielkopolski
KM Ostrów Wielkopolski – polski klub żużlowy z Ostrowa Wielkopolskiego. W latach 1948–1952 brał udział w rozgrywkach ligowych. W późniejszym czasie przestał funkcjonować.

## Historia klubu
Rozgrywki ligowe w Polsce rozpoczęły się w 1948 roku. W eliminacjach, które miały ustalić skład I i II ligi wystartował Klub Motocyklowy Ostrów. Ostrowianie zakwalifikowali się do I ligi, gdzie ostatecznie zajęli 4. miejsce. W następnym sezonie zawodnicy KM Stal Ostrów wywalczyli wicemistrzostwo Polski. Skład drużyny, która wywalczyła srebrny medal: Stefan Maciejewski, Ludwik Rataj, Bonifacy Spitalniak, Roman Wielgosz, Piotr Poprawa. W 1950 r., w którym żużlowcy Stali wywalczyli brązowy medal, w klubie trenowało 18 zawodników. Przed sezonem 1951 nastąpiła reforma systemu rozgrywek ligowych. W związku z połączeniem zrzeszeń w ramach Ligi Centralnych Sekcji Żużlowych, siedzibą CSŻ Stal zostaje Ostrów. Po sezonie 1952 CSŻ Stal zmieniła siedzibę w związku z powstaniem w Ostrowie nieprzyjaznego sportowi żużlowemu klimatu
- jesienią 1952 zginął na torze lider Stali, Ryszard Pawlak (pierwsza w Polsce śmierć zawodnika na torze podczas zawodów).
Nową siedzibą CSŻ Stali zostały Świętochłowice.
Próbę reaktywacji sportu żużlowego w Ostrowie podjęto w 1955, kiedy to w rozgrywkach wystartował nowy klub - Ostrovia Ostrów. Sekcja została jednak rozwiązana już po sezonie 1959. Kolejna reaktywacja miała miejsce po 20 latach. Od sezonu 1992 w rozgrywkach ligowych startowała Iskra Ostrów.
Od sezonu 2003 w lidze startował powstały pod koniec 2002 roku Klub Motorowy Ostrów.

## Poszczególne sezony
| Sezon | Rozgrywki ligowe | Rozgrywki ligowe | Rozgrywki ligowe | Uwagi                  |
| Sezon | Liga             | Liga             | Miejsce          | Uwagi                  |
| ----- | ---------------- | ---------------- | ---------------- | ---------------------- |
| 1948  | Eliminacje       | Eliminacje       | 8/16             | Kwalifikacja do I ligi |
| 1948  | I                | I liga           | 4/9              |                        |
| 1949  | I                | I liga           | 2/9              |                        |
| 1950  | I                | I liga           | 3/9              |                        |
| 1951  | I                | Liga             | 7/10             |                        |
| 1952  | I                | Liga             | 7/10             |                        |

| Poziom ligowy | Liczba sezonów | Sezony    |
| ------------- | -------------- | --------- |
| I             | 5              | 1948–1952 |

## Osiągnięcia

### Krajowe
Poniższe zestawienia obejmują osiągnięcia klubu oraz indywidualne osiągnięcia zawodników w rozgrywkach pod egidą PZM.

#### Mistrzostwa Polski
Drużynowe mistrzostwa Polski
- 2. miejsce (1): 1949
- 3. miejsce (1): 1950